# Una giovane vedova
Una giovane vedova (Young Widow) è un film del 1946 diretto da Edwin L. Marin.